# Казати (лунный кратер)
Кратер Казати (лат. Casatus) — древний большой ударный кратер в южной приполярной области на видимой стороне Луны. Название присвоено в честь итальянского математика Паоло Казати (1617—1707) и утверждено Международным астрономическим союзом в 1935 г. Образование кратера относится к донектарскому периоду.

## Описание кратера
Ближайшими соседями кратера являются кратер Уилсон на северо-западе; кратер Клапрот, южную часть которого частично перекрывает кратер Казати; кратер Морет на востоке-северо-востоке; кратер Шорт на востоке-юго-востоке; кратер Ньютон на юго-востоке и кратер Лежантиль на западе-юго-западе. Селенографические координаты центра кратера 72°42′ ю. ш. 30°45′ з. д. / 72,7° ю. ш. 30,75° з. д., диаметр 102,9 км, глубина 5,12 км.
Кратер имеет циркулярную форму и значительно разрушен за длительное время своего существования. Вал сглажен и перекрыт множеством мелких кратеров, юго-западная часть вала перекрыта сателлитным кратером Казати J (см. ниже). Внутренний склон вала широкий. Вал кратера Казати является одним из самых высоких на Луне, один из пиков в южно-восточной части вала имеет высоту 6800 м, подобные пики находятся в северной и южной части вала, в месте примыкания к кратеру Клапрот высота вала значительно ниже. Объем кратера составляет 11 852 км3. Дно чаши ровное, в северной части чаши расположен приметный крупный сателлитный кратер Казати C, в южной части чаши выделяется пара расщелин, которые видимо сформированы импактами под низким углом.

## Сателлитные кратеры

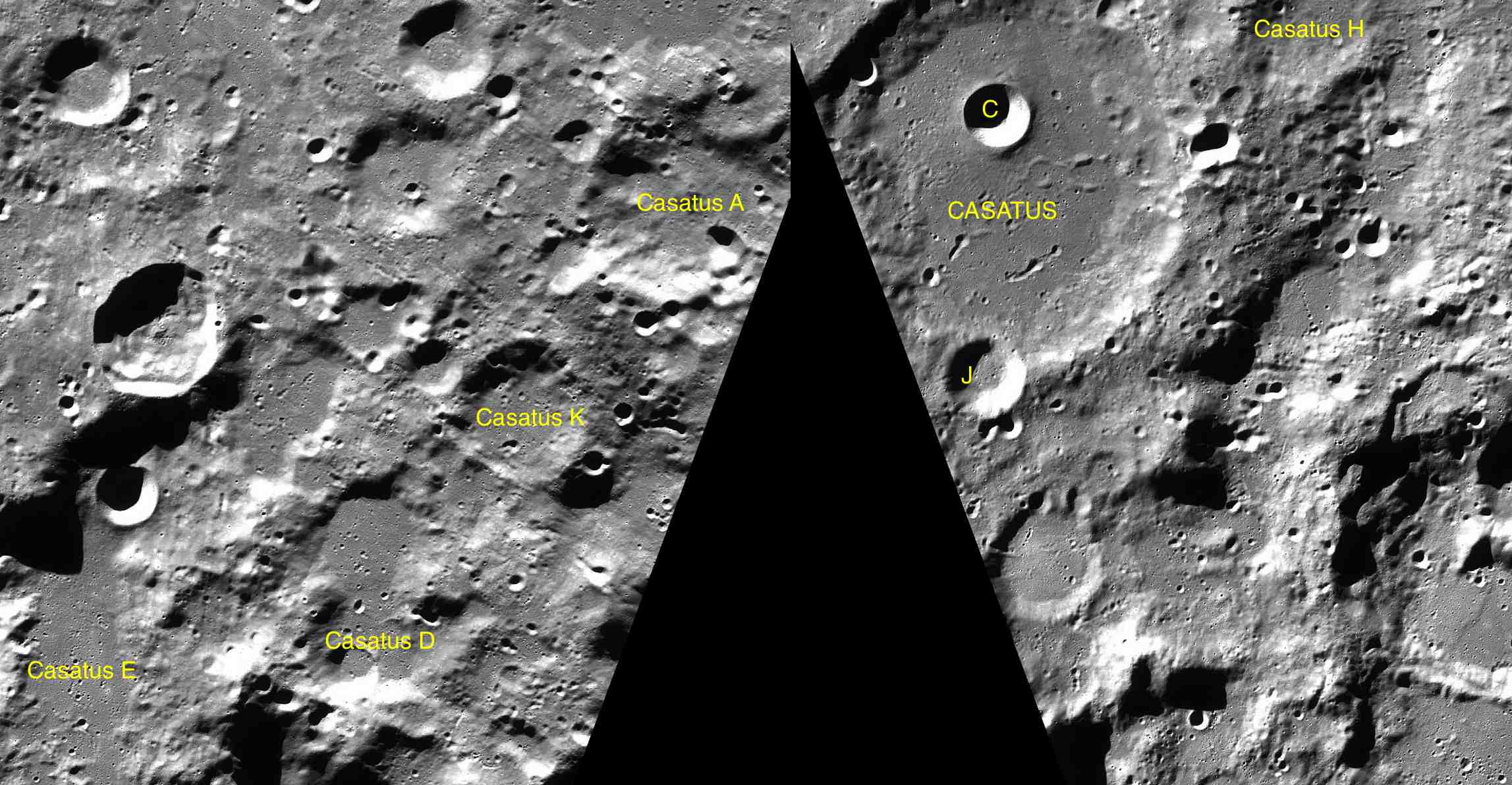
Фрагменты карт LAC-136, LAC-137.

| Казати | Координаты                                            | Диаметр, км |
| ------ | ----------------------------------------------------- | ----------- |
| A      | 72°41′ ю. ш. 37°38′ з. д. / 72,68° ю. ш. 37,63° з. д. | 54,6        |
| C      | 72°15′ ю. ш. 30°17′ з. д. / 72,25° ю. ш. 30,29° з. д. | 17,4        |
| D      | 76°53′ ю. ш. 43°18′ з. д. / 76,89° ю. ш. 43,3° з. д.  | 37,7        |
| E      | 77°15′ ю. ш. 53°58′ з. д. / 77,25° ю. ш. 53,97° з. д. | 44,3        |
| H      | 72°07′ ю. ш. 21°24′ з. д. / 72,11° ю. ш. 21,4° з. д.  | 35,7        |
| J      | 74°21′ ю. ш. 32°56′ з. д. / 74,35° ю. ш. 32,94° з. д. | 20,5        |
| K      | 74°48′ ю. ш. 40°42′ з. д. / 74,8° ю. ш. 40,7° з. д.   | 35,7        |

## См.также
- Список кратеров на Луне
- Лунный кратер
- Морфологический каталог кратеров Луны
- Планетная номенклатура
- Селенография
- Минералогия Луны
- Геология Луны
- Поздняя тяжёлая бомбардировка